# Nordfrisisk ret
Med vedtagelsen af Syvherredersvedtægt i 1426 blev den nordfrisiske ret for første gang kodificeret og stod ved siden af de danske landskabslove som Jyske Lov eller Skånske Lov. Den nordfrisiske ret var indtil da ukodificeret sædvaneret.

## Historie
I 800-tallet bosatte sig sydfra komne frisere på gest-øerne Sild, Før, Amrum, Helgoland og på det højereliggende terræn på Ejdersted. Marskområderne (Strand, Bøking- og Horsebøl Herred) blev først taget i besiddelse i 1000- og 1100-tallet. Friserne blev dermed naboer til danskerne eller jyderne, som var bosiddende på fastlandets gest-områder. De få danske på øerne blev etnisk assimileret.
Den frisiske indvandring delte det sydlige Jylland efterhånden i to etnisk baserede politisk-administrative strukturer. De nordfrisiske herreder kaldtes med en fællesbegreb for Utlande (også Friselagen). Herreder i Utlande var lidt mindre end de danske. Området tilhørte den danske krone, og de nye frisiske indbyggere var direkte underkastet den danske konge (kongefrisere). Friserne i Utlande beholdt dermed en mere selvstændig stilling og betalte skat umiddelbart til kongen. Først under Valdemar Atterdag i 1300-tallet tabte kongefriserne en stor del af deres friheder og Utlande/Nordfrisland begyndte lidt efter lidt at blive en del af Slesvig/Sønderjylland. De danske herreder på fastlandet (som f eks. de to Gøs Herreder ved Husum) var derimod en del af Istedsyssel. Slesvig byret fra omkring 1200 skelnede tilsvarende mellem frisones de lege frysonica og de lege danica, hvor sidstnævnte henviste til de frisere, der havde bosat sig ved siden af danskere ved gestranden i de danske herreder (Danelagen). 
I stedet for Jyske Lov gjaldt i Utlande frisisk sædvaneret, som havde udviklet sig gennem flere generationer. Først under konflikten mellem Erik af Pommern og de holstenske grever i 1400-tallet begyndte nordfriserne at nedskrive de hidtil uskrevne frisiske retsnormer. Den 17. juni 1426 vedtog repræsentanter fra Amrum, Før, Sild, fra Viding Herred (Horsbøl Herred), Bøking Herred og fra tre strandske herreder (Pelvorm, Beltring- og Viriks Herred) i Sankt Nikolaj på Før under tilstedeværelse af Slesvigbiskoppen den såkaldte Syvherreders-Vedtægt (på tysk Siebenhardenbeliebung), som kodificerede den hidtil mundtligt overleverede nordfrisisk retstradition. Samme år besluttede repræsentanter fra de tre ejderstedske herreder (Udholm, Everskop og Tønning Herred ≈ Trelande) et lignende dokument (Kronens rette sandhed). Syvherredersvedtægts bestemmelser blev 1572 også bekræftet i Nordstrand Landret. Lovene skulle regulere fejdevæsen, handel og arveret. Ved tvivl kunne man altid falde tilbage på Jyske Lov. I de kongerigske enklaver på Før, Amrum og List fulgte man fra 1435 i stadigt større grad dansk lov.
Retsinstanserne i Nordfrisland var trinvist opbygget. Sogneretten mødtes på kirkegården og derfra kunne man appellere til herredsretten.